# ガブリエラ・アンダース
ガブリエラ・アンダース（Gabriela Anders、1972年3月17日 - 、ブエノスアイレス生まれ) は、アルゼンチンの歌手、ピアニスト。

## 来歴
アンダースはクラシック・ギターを始め、ブエノスアイレスの音楽院でピアノを学んだ。アメリカでジャズに影響を受け、スタン・ゲッツ、デクスター・ゴードン、ジョン・コルトレーンの音楽を聴くようになった。大学在学中、彼女はティト・プエンテとグローヴァー・ワシントン・ジュニアと一緒に歌った。日本からベレーザ名義で1996年にアルバム・デビュー。『ファンタジア』などの作品がリリースされた。1998年にリリースされた『ウォンティング』がこれに続いた。

## ディスコグラフィ

### アルバム
- 『ジョビンに捧ぐ』 - Tribute To Antonio Carlos Jobim (1996年) ※ベレーザ名義
- 『セヴン・デイズ』 - Seven Days (1996年) ※ベレーザ名義
- 『ファンタジア』 - Fantasia (1997年) ※ベレーザ名義
- 『ウォンティング』 - Wanting (1998年)
- Gabriela (2002年)
- Eclectica (2003年)
- Last Tango In Rio (2004年)
- 『サロン・デ・ラティーナ』 - Salón de Latina (2006年) ※ベレーザ&フレンズ名義
- 『ボッサ・ベレーザ』 - Bossa Beleza (2008年)
- Cool Again (2015年)
- The Ring (2020年)